# Perrier (Mineralwasser)

Logo

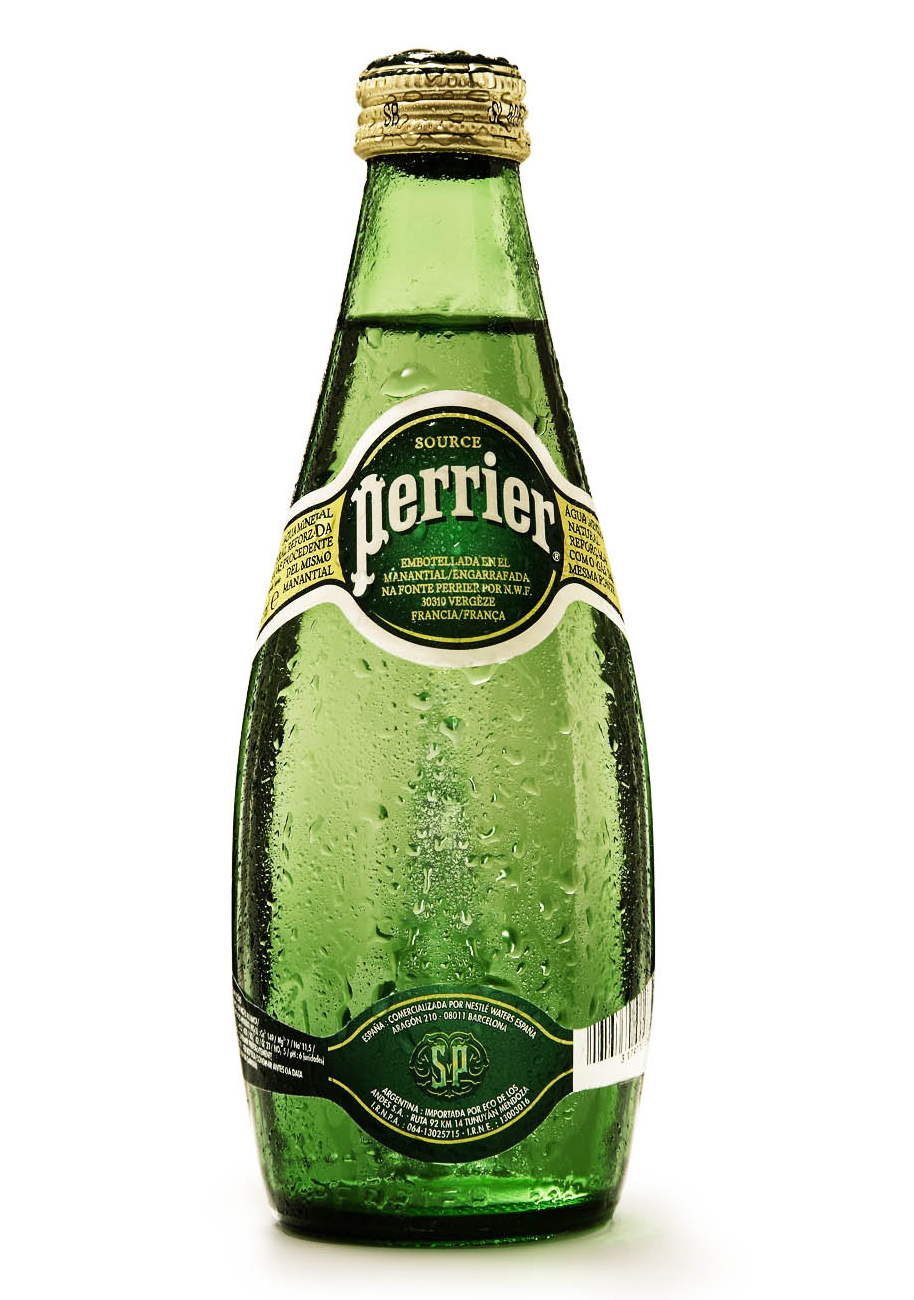
Perrier in der Glasflasche

Perrier ist ein französisches natürlich kohlensäurehaltiges Mineralwasser, dessen Quelle im Süden des Landes, bei Vergèze im Département Gard liegt, wo sich die Cevennen ins Rhonetal senken. Es wird weltweit in über 140 Ländern verkauft. Das Wasser wird in einer grünen, keulenförmigen Flasche angeboten.

## Geschichte
Angeblich war die Quelle bereits den Römern bekannt, auch Hannibal soll sich dort 218 v. Chr. erfrischt haben, bevor er die Alpen überquerte.
Sicher ist aber, dass Kaiser Napoleon III. 1863 die Erlaubnis zum Hotel- und Kurbetrieb rund um die Quelle gab. Der leitende Arzt hieß damals D. Louis Perrier. Er wurde zum Namenspatron des Wassers. Um 1900 übernahm der Engländer St. John Harmsworth die Anlage. Er ließ erstmals das Mineralwasser in Flaschen abfüllen.

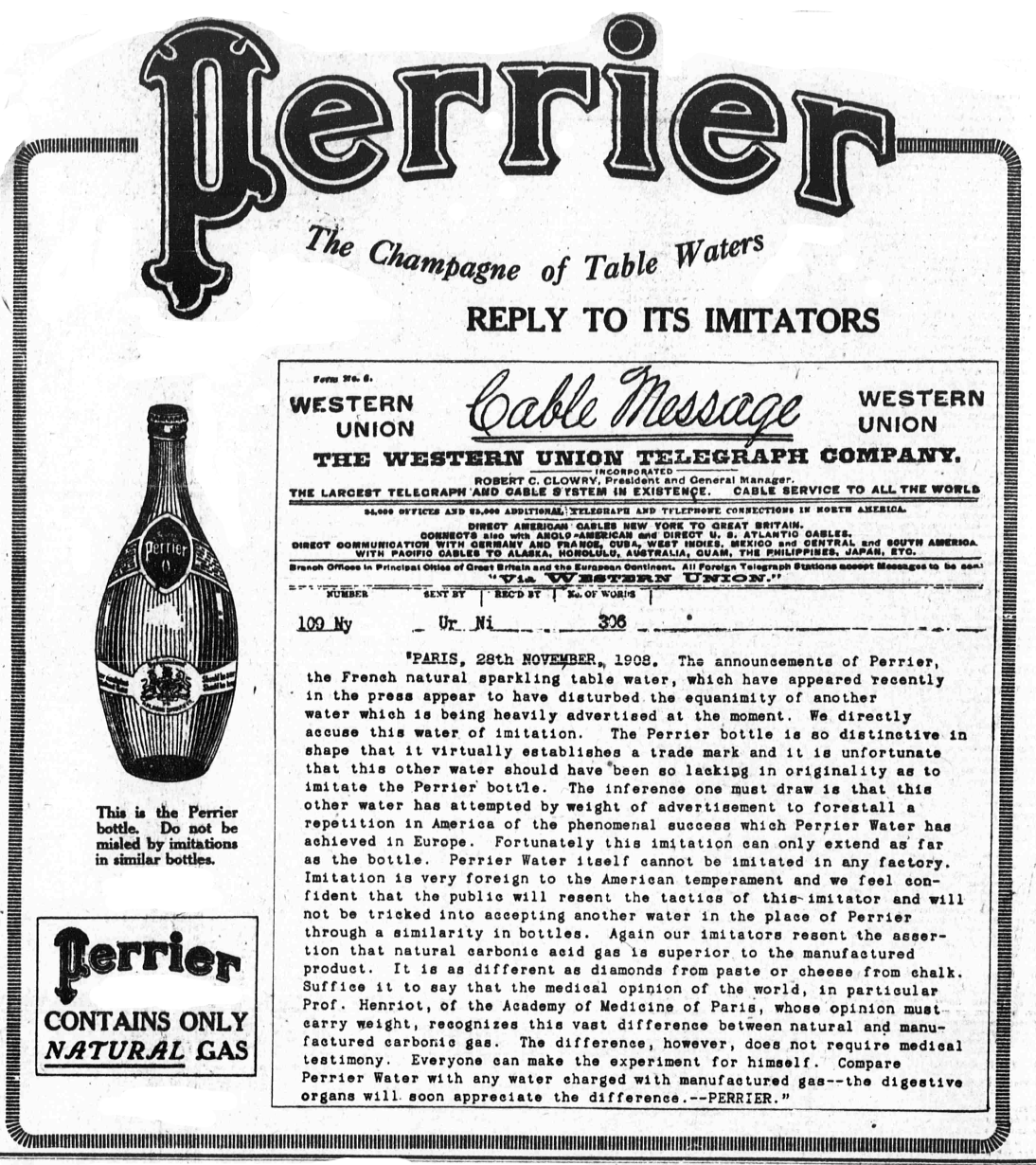
Werbung für Perrier in den USA (1908)

Im Frühjahr 1990 wies die US-Gesundheitsbehörde Benzol-Rückstände in Flaschen mit Perrier-Mineralwasser nach. Infolge der Rücknahmeaktion entstand dem Unternehmen nach eigenen Angaben ein Schaden in Höhe von 200 Mio. Franc.
Seit 1992 gehört Perrier zur Nestlé Water Group.
Anfang 2024 wurde bekannt, dass Nestlé Waters u. a. auch beim Perrier verbotene Behandlungen mit Ultraviolettstrahlung und Aktivkohlefiltern einsetzte. Einem Bericht zufolge seien punktuell Mikroorganismen wie Fäkalbakterien im Wasser der Perrier-Quelle gefunden worden.